# Мощениця-Вишня
Мощениця-Вишня (пол. Moszczenica Wyżna) — село в Польщі, у гміні Старий Сонч Новосондецького повіту Малопольського воєводства.
Населення — 648 осіб (2011).
У 1975-1998 роках село належало до Новосондецького воєводства.

## Демографія
Демографічна структура станом на 31 березня 2011 року:
|          | Загалом | Допрацездатний вік | Працездатний вік | Постпрацездатний вік |
| -------- | ------- | ------------------ | ---------------- | -------------------- |
| Чоловіки | 327     | 91                 | 209              | 27                   |
| Жінки    | 321     | 83                 | 187              | 51                   |
| Разом    | 648     | 174                | 396              | 78                   |